# محمد إمام (ملاكم)
محمد إمام (20 مايو 1987 بمالانغ في إندونيسيا - ) هو ملاكم إندونيسي.

## إحصائيات
خاض خلال مسيرته 20 نزالا، فاز في 9 ولم يتعادل وخسر في 11. فاز بالضربة القاضية في 3 نزالات.

## روابط خارجية
- محمد إمام على موقع بوكس ريك (الإنجليزية) (registration required)